# Бівер (Оклахома)
Бівер (англ. Beaver) — місто (англ. town) в США, в окрузі Бівер штату Оклахома. Населення — 1280 осіб (2020).

## Географія
Бівер розташований за координатами 36°48′54″ пн. ш. 100°31′25″ зх. д. / 36.81500° пн. ш. 100.52361° зх. д. (36.815126, -100.523521).  За даними Бюро перепису населення США в 2010 році місто мало площу 2,99 км², уся площа — суходіл.

### Клімат
| Клімат : Бівер                     | Клімат : Бівер | Клімат : Бівер | Клімат : Бівер | Клімат : Бівер | Клімат : Бівер | Клімат : Бівер | Клімат : Бівер | Клімат : Бівер | Клімат : Бівер | Клімат : Бівер | Клімат : Бівер | Клімат : Бівер | Клімат : Бівер |
| Показник                           | Січ.           | Лют.           | Бер.           | Квіт.          | Трав.          | Черв.          | Лип.           | Серп.          | Вер.           | Жовт.          | Лист.          | Груд.          | Рік            |
| Абсолютний максимум, °C            | 27,8           | 31,7           | 34,4           | 38,9           | 42,2           | 45,0           | 43,3           | 43,3           | 42,2           | 37,2           | 31,7           | 30,6           | 45,0           |
| Середній максимум, °C              | 7,8            | 11,3           | 15,9           | 21,6           | 26,1           | 31,7           | 35,1           | 34,0           | 29,3           | 23,2           | 14,8           | 9,1            | 21,7           |
| Середня температура, °C            | −0,1           | 2,9            | 7,5            | 12,9           | 18,2           | 23,9           | 27,1           | 26,1           | 21,2           | 14,3           | 6,4            | 1,1            | 13,5           |
| Середній мінімум, °C               | −8,1           | −5,6           | −0,9           | 4,3            | 10,4           | 16,0           | 19,0           | 18,2           | 13,0           | 5,4            | −2             | −6,8           | 5,3            |
| Абсолютний мінімум, °C             | −30,6          | −28,3          | −23,3          | −9,4           | −3,3           | 5,0            | 7,8            | 7,2            | −2,8           | −10,6          | −21,1          | −25            | −30,6          |
| Норма опадів, мм                   | 13             | 19             | 44             | 46             | 77             | 82             | 70             | 61             | 45             | 34             | 28             | 20             | 539            |
| ---------------------------------- | -------------- | -------------- | -------------- | -------------- | -------------- | -------------- | -------------- | -------------- | -------------- | -------------- | -------------- | -------------- | -------------- |
| Джерело: NOAA (normals, 1971–2000) |                |                |                |                |                |                |                |                |                |                |                |                |                |

## Демографія
Згідно з переписом 2010 року, у місті мешкало 1515 осіб у 595 домогосподарствах у складі 410 родин. Густота населення становила 506 осіб/км².  Було 702 помешкання (235/км²).
Расовий склад населення:
| - 82,2 % — білих - 1,1 % — корінних американців - 0,9 % — чорних або афроамериканців - 0,1 % — азіатів - 13,6 % — осіб інших рас |

До двох чи більше рас належало 2,2 %. Частка іспаномовних становила 20,9 % від усіх жителів.
За віковим діапазоном населення розподілялося таким чином: 27,3 % — особи молодші 18 років, 54,4 % — особи у віці 18—64 років, 18,3 % — особи у віці 65 років та старші. Медіана віку мешканця становила 39,0 року. На 100 осіб жіночої статі у місті припадало 99,9 чоловіків;  на 100 жінок у віці від 18 років та старших — 91,7 чоловіків також старших 18 років.
Середній дохід на одне домашнє господарство  становив 69 018 доларів США (медіана — 51 439), а середній дохід на одну сім'ю — 73 083 долари (медіана — 60 288). За межею бідності перебувало 7,5 % осіб, у тому числі 9,8 % дітей у віці до 18 років та 9,5 % осіб у віці 65 років та старших.
Цивільне працевлаштоване населення становило 771 осіб. Основні галузі зайнятості: освіта, охорона здоров'я та соціальна допомога — 19,7 %, сільське господарство, лісництво, риболовля — 18,5 %, транспорт — 8,9 %, мистецтво, розваги та відпочинок — 8,8 %.